# Wiege der Zivilisation

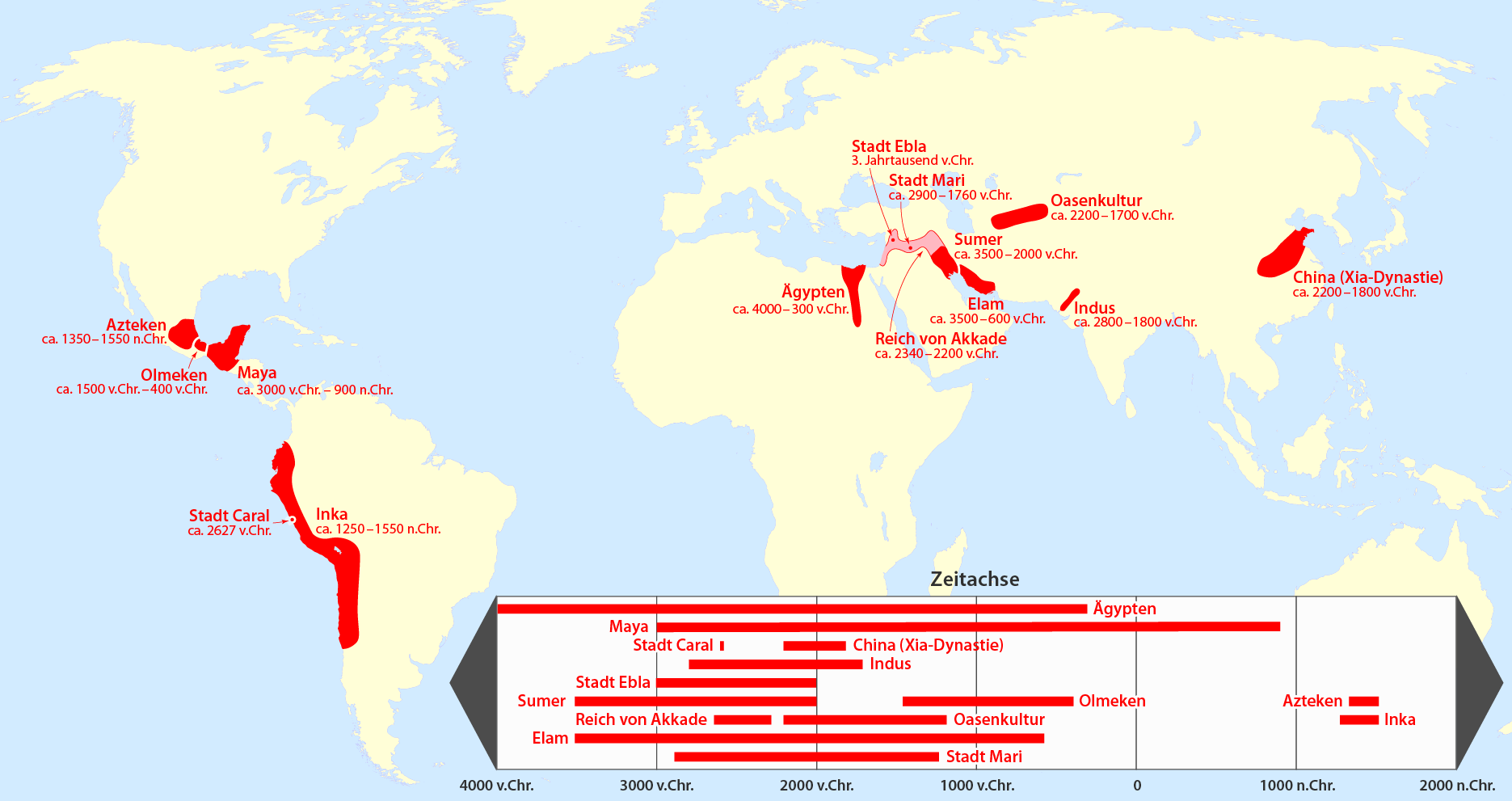
Geographische Verteilung der frühen Hochkulturen

Der Ausdruck Wiege der Zivilisation (Englisch: Cradle of Civilization) ist eine metaphorische Bezeichnung für jene Region(en), in denen nach aktuellem archäologischem Wissensstand die frühesten Hochkulturen der Menschheit entstanden. Oft wird damit insbesondere das Zweistromland Mesopotamien gemeint, wo viele grundlegende kulturelle Erfindungen (z. B. die Schrift und Städte) erstmals auftraten. Allgemein umfasst der Begriff jedoch mehrere unabhängige Ursprungszentren früher Zivilisationen, in denen sich erstmals Städte, Schriftkulturen und komplexe Gesellschaften entwickelten. Historiker und Archäologen identifizieren inzwischen mindestens sechs geographische Regionen als eigenständige Wiegen der Zivilisation: den Fruchtbaren Halbmond (Mesopotamien und Levante), das Niltal in Ägypten, das Indusbecken, die Nordchinesische Ebene, die Andenküste Perus und die Golfküste Mesoamerikas. Als „Wiege der westlichen Zivilisation“ werden dagegen häufig das antike Griechenland und das Römische Reich bezeichnet.

## Definition und Begriff
Der Ausdruck „Wiege der Zivilisation“ beschreibt einen Ursprungsort erster Zivilisationen, also der frühesten städtisch organisierten Hochkulturen. Im Gegensatz zum biologischen Ursprung des Menschen (der „Wiege der Menschheit“ in Afrika) bezieht sich dieser Begriff auf die kulturelle Evolution komplexer Gesellschaften. Eine Zivilisation im historischen Sinn ist gekennzeichnet durch dauerhaft bestehende Städte, gesellschaftliche Arbeitsteilung und Klassenbildung, eine zentrale Staatsgewalt sowie technologische und kulturelle Errungenschaften wie Schriftsysteme, öffentliche Bauprojekte, eine feste Rechtsordnung sowie Entwicklung der Künste, der Wissenschaften und des Handels. Die Metapher der „Wiege“ deutet an, dass in diesen Regionen die Zivilisation quasi „geboren“ und geprägt wurde, bevor sie sich weiter ausbreitete. Üblicherweise spricht man von primären Hochkulturen, wenn sie ohne Einflüsse bereits existierender Zivilisationen entstanden sind.

## Historische Ursprünge des Begriffs
Die Vorstellung einzelner Ursprungsländer der Zivilisation reicht zurück bis in das 18. und 19. Jahrhundert. Europäische Gelehrte der Aufklärung entwickelten Kriterien, um „zivilisierte“ von „primitiven“ Gesellschaften abzugrenzen. Im 19. Jahrhundert rückten durch archäologische Entdeckungen vor allem die antiken Kulturen des Vorderen Orients ins öffentliche Interesse. Ausgrabungen ab den 1840er Jahren brachten in Mesopotamien und Ägypten Überreste jahrtausendealter Städte, Tempel und Schriften ans Licht. Dies verlängerte die bekannte Geschichte über die griechisch-römische Antike hinaus und führte dazu, dass diese Regionen in Wissenschaft und Öffentlichkeit als „Wiege der Zivilisation“ bezeichnet wurden. Insbesondere Mesopotamien – das „Land zwischen Euphrat und Tigris“ – wurde wegen seines biblischen Bezugs (Paradiesvorstellung vom Garten Eden) und aufgrund der dort nachweislich frühesten Städte und Schriftfunde schon früh populär als Ursprungsland der Zivilisation dargestellt. Auch Ägypten mit den Pyramiden und dem Nil galt im westlichen Denken lange als cradle of civilization.
Die Verwendung des Begriffs war dabei nicht wertneutral: In eurozentrischen Darstellungen des 19. Jahrhunderts wurde „die Zivilisation“ meist implizit mit den Errungenschaften der Mittelmeerwelt oder des Alten Orients gleichgesetzt, während andere Völker als „unzivilisiert“ galten. In populären Schilderungen und der Reiseliteratur des 19. Jh. wurde der Nahe Osten – das „Morgenland“ – häufig verklärt als Ursprungsort allen zivilisatorischen Fortschritts, was dem Begriff einen romantisierenden und zugleich einseitigen Beiklang gab. Erst im Laufe des 20. Jahrhunderts erkannte die Wissenschaft zunehmend weitere eigenständige Zivilisationszentren außerhalb des euro-asiatischen Raums an.

## Regionen der frühesten Hochkulturen
Historisch unabhängig voneinander entwickelten sich in mehreren Weltgegenden frühstädtische Hochkulturen, die jeweils als Wiegen der Zivilisation gelten. Sie entstanden in der Regel im Umfeld großer Flusssysteme oder fruchtbarer Landschaften, die intensive Landwirtschaft ermöglichten, und etwa zeitgleich mit der Bronzezeit. Im Folgenden werden die wichtigsten dieser Regionen kurz vergleichend dargestellt:

### Mesopotamien

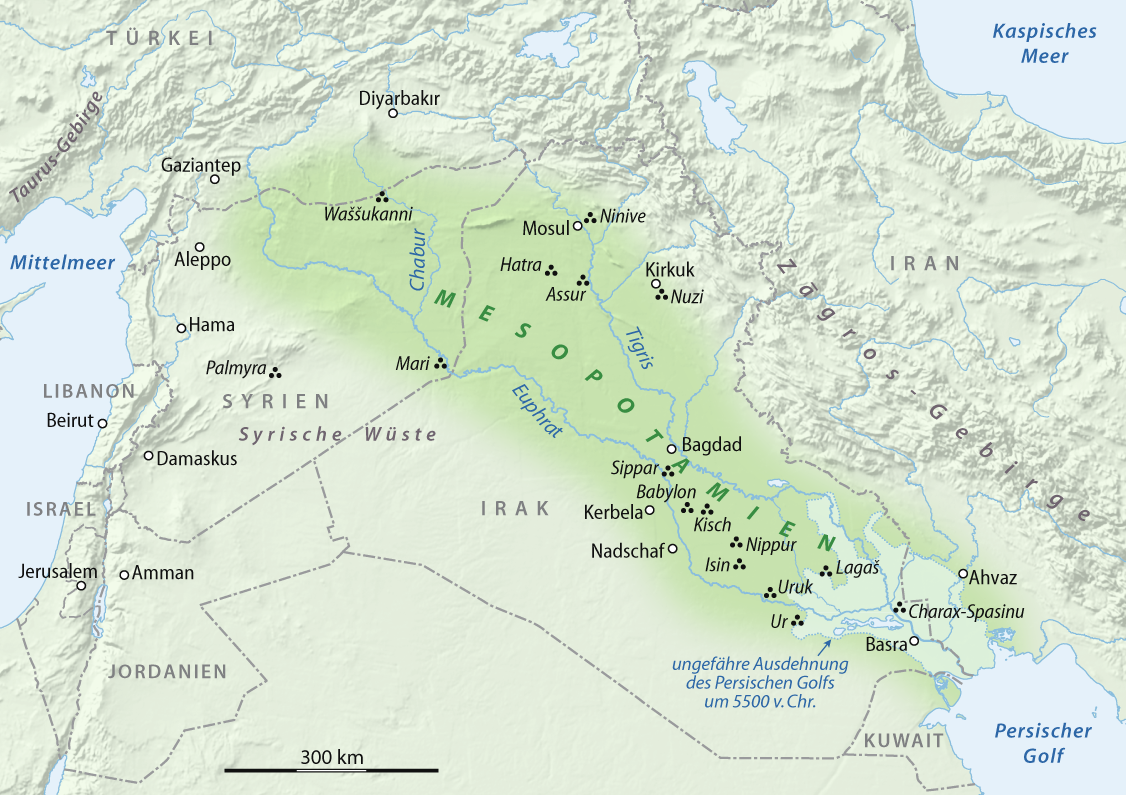
Karte von Mesopotamien

Das zwischen Euphrat und Tigris gelegene Mesopotamien (im heutigen Irak und Syrien) wird häufig als die klassische „Wiege der Zivilisation“ bezeichnet. Hier entwickelten sich ab dem 4. Jahrtausend v. Chr. in der Region Sumer die frühesten Städte und Stadtkulturen der Welt. Bereits in der Uruk-Zeit (ca. 4000–3100 v. Chr.) entstanden städtische Siedlungen wie Uruk und Ur, die als erste echte Städte gelten können. Damit einher ging die Erfindung der Schrift in Form der sumerischen Keilschrift um etwa 3300 v. Chr. – dem ältesten bekannten Schriftsystem. Mesopotamische Kulturen erfanden außerdem grundlegende Technologien und Institutionen wie das Rad, bewässerte Landwirtschaft, erste Rechtskodizes und staatliche Verwaltungen. Die große Zahl an Innovationen, die in Mesopotamien nachweisbar ihren Ursprung haben (von Kalender und Uhrzeit-Einteilung bis zum Bierbrauen), unterstreicht die zentrale Rolle dieser Region für die Entwicklung der Zivilisation.

### Ägypten (Niltal)
Zeitlich nur wenig später als in Mesopotamien entstand im alten Ägypten eine eigenständige Hochkultur. Um 3000 v. Chr. wurde in Ober- und Unterägypten das erste pharaonische Reich geeint (Beginn der Frühdynastischen Zeit). Ägypten entwickelte ein eigenes Schriftsystem (Hieroglyphen) und beeindruckende monumentale Architektur wie die Pyramiden des Alten Reiches (27.–22. Jh. v. Chr.). Die altägyptische Zivilisation zeichnete sich durch ihre kontinuierliche staatliche Tradition über etwa drei Jahrtausende aus. Städte waren hier anfänglich weniger dicht ausgeprägt als in Mesopotamien, doch bildeten sich bald große städtische Zentren um Residenzen, Tempel und Verwaltungssitze entlang des Nils. Ägypten gilt zusammen mit Mesopotamien als frühestes Zentrum staatlicher Organisation, Schriftkultur und hochspezialisierter Gesellschaft.

### Industal (Südasien)

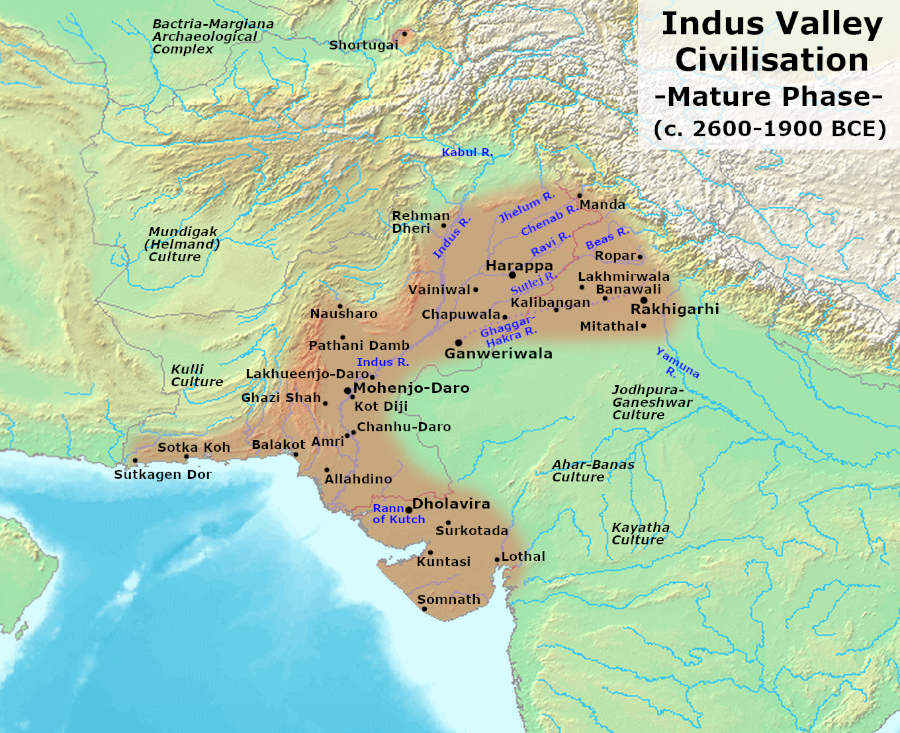
Indus-Kultur

In der Indus-Ganges-Ebene Südasiens entstand um ca. 2800 v. Chr. die Indus-Kultur (auch Harappa-Kultur genannt), eine der frühesten städtischen Zivilisationen außerhalb des Vorderen Orients. Zwischen ca. 2600 und 1900 v. Chr. blühten entlang des Flusses Indus Städte wie Mohenjo-Daro und Harappa, mit rechtwinklig geplanten Straßen, städtischer Hygiene (Kanalsysteme) und weitläufigen Handelsbeziehungen. Die Indus-Kultur verfügte über ein eigenes Schriftsystem (die bis heute nicht entzifferte Indus-Schrift) und eine hochentwickelte materielle Kultur, wenngleich Monumentalbauten wie Tempel oder Paläste weniger ausgeprägt sind als in Ägypten oder Mesopotamien. Auch hier bildete die landwirtschaftliche Überschussproduktion (insbesondere von Getreide) die Grundlage für Stadtentwicklung und gesellschaftliche Spezialisierung. Die Induszivilisation ging um 1900 v. Chr. vermutlich infolge ökologischer Veränderungen unter, lieferte aber wichtige Impulse für nachfolgende Gesellschaften in Indien.

### China (Ostasien)
In China vollzog sich die Entwicklung zur Hochkultur unabhängig von den vorderasiatischen Einflüssen. Im nördlichen China, besonders im Huang-He-Becken (Gelber Fluss), entstanden bereits vor 3000 v. Chr. neolithische Dorfgemeinschaften, aus denen um 2500 v. Chr. frühe stadtähnliche Zentren hervorgingen. Die Longshan-Kultur (ca. 3200–1850 v. Chr.) gilt als Phase intensiver Proto-Stadtentwicklung in Nordchina. Spätestens mit der frühen Shang-Dynastie (ab ca. 1600 v. Chr.) existierten in China voll ausgeprägte Stadtstaaten, eine eigene Schrift (Orakelknocheninschriften) sowie spezialisierte Handwerks- und Herrschaftsstrukturen. Die chinesische Zivilisation entwickelte sich somit eigenständig – geprägt durch Bewässerungsfeldbau (v. a. Hirse- und Reisanbau), befestigte Siedlungen und eine kontinuierliche dynastische Abfolge.

### Amerika
Auf dem amerikanischen Doppelkontinent entwickelten sich Hochkulturen zeitlich versetzt zur Alten Welt. Lange galt, dass in Mesoamerika (Mittelamerika) die ersten städtischen Zivilisationen etwa 1200 v. Chr. mit der Olmekenkultur in Mexiko aufkamen – also rund ein Jahrtausend nach Mesopotamien, Ägypten, Indus und China. Neuere archäologische Entdeckungen haben jedoch dieses Bild revidiert: In der Andenregion (Südamerika) existierte nahezu zeitgleich zu den alten Weltkulturen eine urbane Zivilisation. Die Stadt Caral an der peruanischen Küste (Norte-Chico-Kultur) wird auf etwa 2900–1800 v. Chr. datiert und gilt heute als älteste Hochkultur Amerikas. Damit hatten die Anden eine eigenständige „Wiege“ der Zivilisation hervorgebracht, die parallel zu Mesopotamien, Ägypten, der Induskultur und China bestand. Sowohl die mesoamerikanischen Kulturen (Olmeken, später Maya und weitere) als auch die Andenkulturen (später z. B. Chavín, Inka) entwickelten sich unabhängig von den eurasischen Zivilisationen und ohne große Flusssysteme als Grundlage. Diese amerikanischen Wiegen der Zivilisation zeichneten sich durch monumentale Architektur (Pyramiden, Tempel), Landwirtschaft (z. B. Maiskultivierung in Mittelamerika, Kartoffelanbau in den Anden) und komplexe Sozialstrukturen aus, trotz anderer geografischer Voraussetzungen.

## Merkmale und Kriterien früher Hochkulturen
Frühe Zivilisationen beziehungsweise Hochkulturen weisen typische Merkmale auf, die sie von vorangehenden einfachen Gesellschaften unterscheiden. Dazu zählen vor allem: eine auf Sesshaftigkeit beruhende Landwirtschaft mit Nahrungsüberschüssen, die Entstehung von Städten als zentralen Siedlungen, weitgehende Arbeitsteilung und soziale Stratifikation (Schichtung der Gesellschaft in verschiedene soziale Klassen) sowie das Aufkommen von zentraler Herrschaft mit Verwaltung und Rechtssystem. Fast alle frühen Hochkulturen entwickelten außerdem eine Schrift zur Aufzeichnung von Verwaltungsvorgängen, Handel und kulturellem Wissen sowie monumentale Architektur (Tempel, Paläste, Grabanlagen) und eine organisierte Religion mit Priesterkaste. Diese Merkmale treten häufig gemeinsam auf und bedingen einander (z. B. erfordert die Verwaltung einer Stadt Schriftkenntnis und Gesetzgebung).
Allerdings besteht in der Forschung kein Konsens, welche dieser Kriterien im Einzelfall notwendig und hinreichend sind, um von einer „Zivilisation“ oder „Hochkultur“ zu sprechen. So gab es Kulturen wie die Inka, die zwar ein Reich mit Städten und komplexer Verwaltung aufbauten, aber kein eigenes Schriftsystem kannten (sie nutzten stattdessen Knotenschnüre, sogenannte Quipu, zur Aufzeichnung). Dennoch werden solche Gesellschaften aufgrund der übrigen Merkmale zur Kategorie der Hochkulturen gezählt. Allgemein kennzeichnet Zivilisationen ein hoher Organisationsgrad, technische und kulturelle Komplexität sowie dauerhafte Institutionen, die über das einfache Stammes- oder Dorfleben hinausgehen.

## Moderne Diskussion und Begriffskritik
In der modernen Wissenschaft wird der Begriff „Wiege der Zivilisation“ und die damit verbundene Vorstellung kritisch hinterfragt. Früher ging man oft von einem monozentrischen Ursprung der Zivilisation aus – beispielsweise dem Vorderen Orient als alleinigem Geburtsort, von dem aus sich Zivilisation verbreitet habe. Heute ist dagegen anerkannt, dass sich Zivilisationen unabhängig an mehreren Orten entwickelt haben, zu unterschiedlichen Zeiten und unter unterschiedlichen Bedingungen. Damit hat sich das Verständnis von einem einzigen Ursprung hin zu einem multizentrischen Modell gewandelt, in dem keine einzelne Region exklusiv als „Ursprung aller Zivilisation“ gelten kann. Auch implizieren Formulierungen wie „Geburtsort“ oder „Wiege“ der Zivilisation, dass Zivilisation ein einmaliges Geburtsereignis hatte und die ursprüngliche Region danach verlassen habe bzw. in Rückstand geraten sei. Insgesamt tendiert die moderne Forschung deshalb dazu, den Ausdruck „Wiege der Zivilisation“ nur noch vorsichtig oder in pluraler Form zu verwenden. Man spricht lieber von frühen Hochkulturen oder unabhängigen Zivilisationszentren, um der Tatsache Rechnung zu tragen, dass die Entstehung der Zivilisation ein vielstufiger, paralleler und komplexer Prozess war.